# Aulacephala brevifacies
Aulacephala brevifacies là một loài ruồi trong họ Tachinidae.